# 볼드 타입
《볼드 타입》(영어: The Bold Type)는 2017년부터 2021년까지 방영된 미국의 코미디 드라마이다.